# Giovanni da Matera
Giovanni da Matera, al secolo Giovanni Scalcione (Matera, 1070 circa – Foggia, 20 giugno 1139), è stato un monaco cristiano italiano; è venerato come santo dalla Chiesa cattolica e dalla Arcidiocesi ortodossa d'Italia.

## Biografia

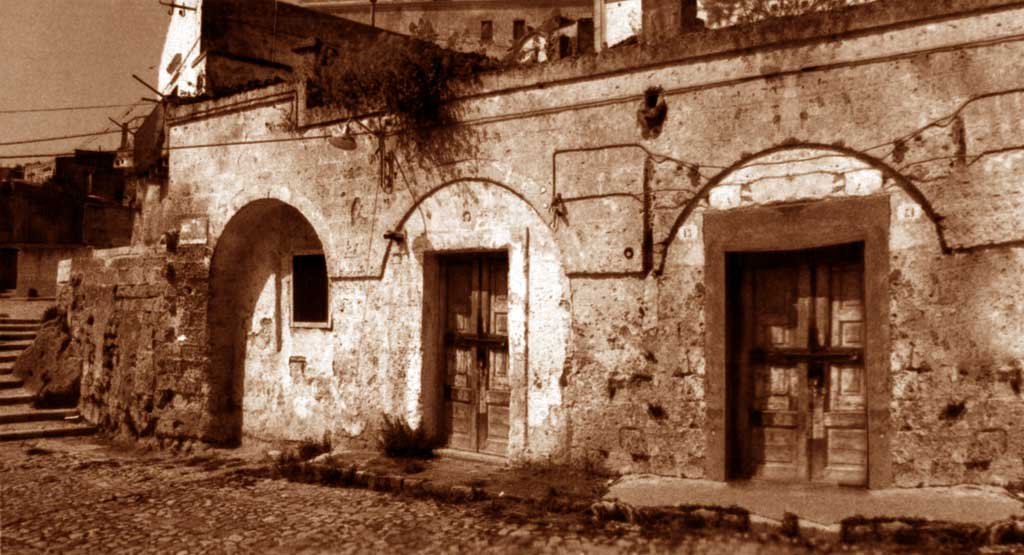
La chiesa rupestre del Purgatorio Vecchio, casa natale del santo

Giovanni Scalcione nacque a Matera attorno al 1070 da una ricca e nobile famiglia profondamente cristiana.
Abbandonò da ragazzo la casa paterna in cerca di un contatto più stretto con Dio e secondo la tradizione scambiò i suoi abiti lussuosi con quelli di un mendicante e poi partì per Taranto. Desiderava vivere una vita semplice e quindi accettò di badare alle pecore dei monaci basiliani dell'Isola di San Pietro.
In cerca di Dio, di cui sentiva un grande bisogno, girovagò per Calabria, Sicilia, Puglia e fece una lunga sosta a Ginosa, vicino a Taranto. Per sfuggire alle persecuzioni di un signorotto del luogo, Roberto di Chiaromonte, fuggì poi a Capua.
Lasciò presto anche la città campana e si diresse sui monti dell'Irpinia, dove incontrò san Guglielmo da Vercelli. I due però si separarono presto.
Dopo aver peregrinato ancora tra Bari e il Gargano, nel 1130 fondò nell'Abbazia di Pulsano, nei pressi di Monte Sant'Angelo, la Congregazione degli Eremiti Pulsanesi detta anche degli Scalzi, ordine monastico autonomo che si rifaceva alla regola di San Benedetto rendendola ancora più severa. Dopo pochi mesi la nuova comunità contava cinquanta monaci. Secondo la tradizione, la sua scelta fu ispirata dalla Vergine Maria e da san Michele arcangelo.
Sempre in Puglia, a Foggia, fondò un nuovo monastero nei pressi della vecchia chiesa di San Giacomo per diffondere la comunità, dopo esserne stato a capo per dieci anni; qui morì il 20 giugno 1139. Nello stesso anno i suoi seguaci raggiungevano la Dalmazia.

## Culto
Fu proclamato Santo da papa Alessandro III nel 1177. La sua casa natale fu trasformata in una chiesa rupestre, chiamata il Purgatorio Vecchio, situata nei Sassi di Matera. Le sue reliquie, dapprima poste sotto l'altare dell'Abbazia di Pulsano, nel 1830 furono traslate a Matera e dal 1939 sono conservate in un sarcofago nella Cattedrale di Matera.
La festa di San Giovanni da Matera si celebra il 20 giugno, data della sua morte.
Secondo uno studio della CEI del 2006 è tra i trecento santi italiani più conosciuti e pregati.